# Gásafelli (Haldarsvík)
'Gásafelli è una montagna alta 399 metri sul mare situata sull'isola di Streymoy, la maggiore dell'arcipelago delle Isole Fær Øer, in Danimarca.